# Сиротин, Павел Анатольевич
Павел Анатольевич Сиротин (29 сентября 1967, Фрунзе) — советский, киргизский и украинский футболист, вратарь, футбольный тренер.

## Биография
Воспитанник фрунзенской РСДЮШОР, первый тренер — А.Агеев. На взрослом уровне начал выступать в 1983 году во второй лиге СССР в фрунзенском клубе ЦОР. С 1984 года до распада СССР выступал за «Алгу» (за исключением сезона 1988 года), сыграл более 100 матчей в первенствах страны. Сезон 1988 года провёл в составе ошского «Алая». Выступал за юношеские сборные Киргизской ССР.
С 1992 года выступал за клубы Украины. В высшей лиге Украины дебютировал 16 октября 1992 года в составе «Кремня» в матче против одесского «Черноморца». В составе «Кремня» провёл 39 матчей в высшей лиге, в составе «Прикарпатья» — 53 матча, в составе тернопольской «Нивы» — 4 игры, всего 96 матчей и 139 пропущенных голов.
Также играл в первой и второй лигах Украины за «Кристалл» (Чортков), «Лукор» (Калуш), «Кремень» и много лет выступал за черновицкую «Буковину», в составе которой сыграл около 170 матчей. Вместе с «Буковиной» стал победителем зонального турнира второй лиги в сезоне 1999/00.
Окончил КГАФКиС (г. Фрунзе).
Тренерскую карьеру начал в середине 2000-х годов в «Буковине», работая с детскими командами, а затем в главной команде тренером вратарей и ассистентом главного тренера. В 2010 году вернулся в Кыргызстан и возглавил команду первой лиги «Дордой-94» — одну из дочерних команд «Дордоя». В 2011—2012 годах тренировал «Алгу» и в 2012 году привёл её к серебряным наградам чемпионата и вывел в финал Кубка Кыргызстана. С 2013 года снова работает с юношескими командами «Дордоя».

## Достижения
«Буковина» (Черновцы)
- Серебряный призёр Первой лиги Украины (1): 1995/96
- Победитель Второй лиги Украины (1): 1999/00

## Личная жизнь
Брат Михаил (1973—2013) тоже был футболистом и выступал на позиции вратаря.